# Rudy Galindo
Val Joe "Rudy" Galindo (* 7. September 1969 in San Jose, Kalifornien) ist ein US-amerikanischer Eiskunstläufer, der im Einzellauf startete. 
Galindo gewann 1987 die Juniorenweltmeisterschaft der Herren. Danach gab er den Einzellauf kurzzeitig auf, um mit Kristi Yamaguchi im Paarlauf zu starten. Mit ihr gewann er 1988 auch die Juniorenweltmeisterschaft im Eiskunstlauf der Sportpaare sowie die US-Meisterschaften der Sportpaare 1989 und 1990. Die Weltmeisterschaften 1989 und 1990 beendeten sie jeweils auf dem fünften Platz. Seine Paarlaufkarriere endete mit der Trennung von Kristi Yamaguchi 1990. Daraufhin konzentrierte er sich wieder auf den Einzellauf. 1996 wurde Rudy Galindo vor heimischem Publikum in der San Jose Arena US-Meister, der älteste in den letzten 50 Jahren. Bei der Weltmeisterschaft im gleichen Jahr feierte er mit dem Gewinn der Bronzemedaille hinter Todd Eldredge und Ilja Kulik seinen größten Erfolg.
Daraufhin beendete Galindo im Sommer 1996 seine Amateurkarriere. Nachdem bei ihm HIV diagnostiziert worden war und er seine Hüftverletzung auskuriert hatte, setzte er seine Karriere als Profi bei der Tom-Collins-Tour Champions on Ice fort.
Rudy Galindo enthüllte seine Homosexualität in dem Buch von Christine Brennan Inside Edge: A Revealing Journey Into the Secret World of Figure Skating (ISBN 0-385-48607-3), welches kurz nach den USA-Meisterschaften 1996 erschien. 1997 veröffentlichte er seine Autobiografie „Icebreaker“ (ISBN 0-671-00390-9).

## Ergebnisse

### Einzellauf
| Wettbewerb / Jahr                | 1984 | 1985 | 1986 | 1987 | 1988 | 1991 | 1992 | 1993 | 1994 | 1995 | 1996 |
| -------------------------------- | ---- | ---- | ---- | ---- | ---- | ---- | ---- | ---- | ---- | ---- | ---- |
| Weltmeisterschaften              |      |      |      |      |      |      |      |      |      |      | 3.   |
| Juniorenweltmeisterschaften      |      | 3.   | 2.   | 1.   |      |      |      |      |      |      |      |
| US-amerikanische Meisterschaften | 5. J | 3. J | 3. J | 8.   | 10.  | 11.  | 8.   | 5.   | 7.   | 8.   | 1.   |

- J = Junioren

### Paarlauf
(mit Kristi Yamaguchi)
| Wettbewerb / Jahr                | 1985 | 1986 | 1987 | 1988 | 1989 | 1990 |
| -------------------------------- | ---- | ---- | ---- | ---- | ---- | ---- |
| Weltmeisterschaften              |      |      |      |      | 5.   | 5.   |
| Juniorenweltmeisterschaften      |      | 5.   | 3.   | 1.   |      |      |
| US-amerikanische Meisterschaften | 5. J | 1. J | 5    | 5.   | 1.   | 1.   |

- J = Junioren

## Internetseiten
- Rudy Galindos offizielle Homepage
- Champions on Ice bio

| Personendaten    | Personendaten                    |
| ---------------- | -------------------------------- |
| NAME             | Galindo, Rudy                    |
| ALTERNATIVNAMEN  | Galindo, Val Joe                 |
| KURZBESCHREIBUNG | US-amerikanischer Eiskunstläufer |
| GEBURTSDATUM     | 7. September 1969                |
| GEBURTSORT       | San Jose, Kalifornien, USA       |